# AM (album)
Albums de Arctic Monkeys
Suck It and See
(2011) Tranquility Base Hotel and Casino
(2018)
Singles
1. R U Mine?
Sortie : 27 février 2012
2. Do I Wanna Know?
Sortie : 19 juin 2013
3. Why'd You Only Call Me When You're High?
Sortie : 11 août 2013
4. One for the Road
Sortie : 9 décembre 2013
5. Arabella
Sortie : 10 mars 2014
6. Snap Out of It
Sortie : 9 juin 2014

AM est le cinquième album studio du groupe britannique de rock indépendant Arctic Monkeys sorti le 9 septembre 2013 sur le label Domino Records.
L'album contient des collaborations avec Josh Homme, Pete Thomas et Bill Ryder-Jones. John Cooper Clarke a participé à l'écriture de I Wanna Be Yours. Il a été produit par James Ellis Ford et coproduit par Ross Orton.

## Parution et réception

### Classements et certifications
| Cette section est vide, insuffisamment détaillée ou incomplète. Votre aide est la bienvenue ! Comment faire ? | \| Pays \| Organisme \| Certification \| Ventes \| \| ----------- \| --------- \| -------------- \| --------- \| \| Australie \| ARIA \| 2 × Platine[2] \| 140 000 \| \| États-Unis \| RIAA \| Platine[3] \| 1 000 000 \| \| France \| SNEP \| Or[4] \| 50 000 \| \| Royaume-Uni \| BPI \| Platine[5] \| 300 000 \| \| Portugal \| AFP \| Or[6] \| 10 000 \| |               |           |
| Pays | Organisme | Certification | Ventes    |
| Australie | ARIA | 2 × Platine   | 140 000   |
| États-Unis | RIAA | Platine       | 1 000 000 |
| France | SNEP | Or            | 50 000    |
| Royaume-Uni                                                                                                   | BPI | Platine       | 300 000   |
| Portugal | AFP | Or            | 10 000    |

## Fiche technique

### Liste des titres
Toutes les chansons sont écrites et composées par Alex Turner, à l'exception des titres annotés.
| No  | Titre                                         | Durée |
| --- | --------------------------------------------- | ----- |
| 1.  | Do I Wanna Know?                              | 4:32  |
| 2.  | R U Mine?                                     | 3:20  |
| 3.  | One for the Road                              | 3:26  |
| 4.  | Arabella                                      | 3:27  |
| 5.  | I Want It All                                 | 3:04  |
| 6.  | No.1 Party Anthem                             | 4:03  |
| 7.  | Mad Sounds                                    | 3:35  |
| 8.  | Fireside                                      | 3:01  |
| 9.  | Why'd You Only Call Me When You're High?      | 2:42  |
| 10. | Snap Out of It                                | 3:12  |
| 11. | Knee Socks                                    | 4:17  |
| 12. | I Wanna Be Yours (Turner, John Cooper Clarke) | 3:04  |

| Arctic Monkeys - Alex Turner : chant, guitare - Jamie Cook : guitare, chœur - Nick O'Malley : basse, chœur - Matt Helders : batterie, chœur Musiciens additionnels | - James Ford : production et - Ross Orton : mixage - Tchad Blake : mixage - Ian Shea : ingénieur du son |

## Distinctions

### Récompenses
- 2013 : élu « Album de l'année » par le magazine NME[7].
- 2014 :« Meilleur album » aux Brit Awards[8].
- 2015 : "Album de la décennie" par NME  [9]